# Phrictaeformia insulana
Phrictaeformia insulana är en insektsart som beskrevs av Willemse, C. 1961. Phrictaeformia insulana ingår i släktet Phrictaeformia och familjen vårtbitare. Inga underarter finns listade i Catalogue of Life.